# Qian yan wan yu

Qian yan wan yu est un film hongkongais réalisé par Ann Hui, sorti en 1999.

## Synopsis
Une jeune femme rencontre un guitariste.

## Fiche technique
- Titre original : Qian yan wan yu, 千言萬語 (litt. « beaucoup de mots »)
- Réalisation : Ann Hui
- Scénario : Ann Hui et Qiang Li
- Pays d'origine : Hong Kong
- Format : Couleurs - 35 mm
- Genre : Drame
- Durée : 128 minutes
- Date de sortie : 1999

## Distribution
- Lee Kang-sheng : Tung
- Anthony Wong Chau-Sang : Peter Kam
- Tse Kwan-ho : Yau
- Loletta Lee : Sow
- Paw Hee-ching : mère de Tung